# Big Falls (Minnesota)
Big Falls é uma cidade localizada no estado americano de Minnesota, no Condado de Koochiching.

## Demografia
Segundo o censo americano de 2000, a sua população era de 264 habitantes. 
Em 2006, foi estimada uma população de 242, um decréscimo de 22 (-8.3%).

## Geografia
De acordo com o United States Census Bureau tem uma área de 
15,6 km², dos quais 15,6 km² cobertos por terra e 0,0 km² cobertos por água. Big Falls localiza-se a aproximadamente 371 m acima do nível do mar.

## Localidades na vizinhança
O diagrama seguinte representa as localidades num raio de 52 km ao redor de Big Falls. 